# Ararat Erywań

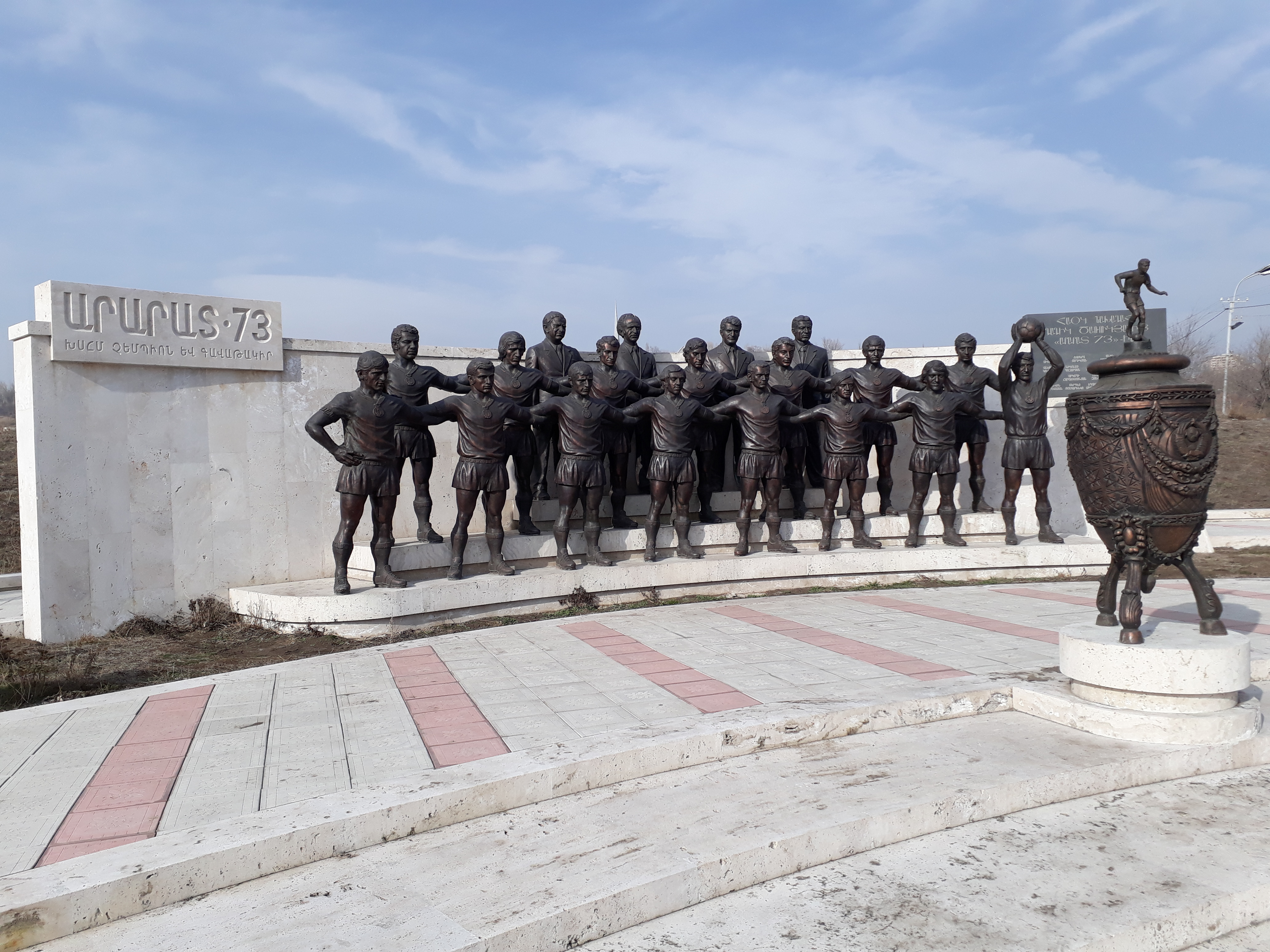
Pomnik drużyny Araratu Erywań z 1973 roku

Ararat Erywań (orm. Արարատ Երևան) – ormiański klub piłkarski z siedzibą w stolicy kraju, Erywaniu.

## Historia
Chronologia nazw:
- 1935–1937: Spartak Erywań (orm. «Սպարտակ» Երևան / ros. «Спартак» Эривань)
- 1938–1953: Dinamo Erywań (orm. «Դինամո» Երևան / ros. «Динамо» Ереван)
- 1954–1962: Spartak Erywań (orm. «Սպարտակ» Երևան)
- 1963–2004: Ararat Erywań («Արարատ» Երևան)
- 2004: Lernagorc-Ararat Kapan («Լերնաղորց-Արարատ» Կապան)
- 2004: Ararat Kapan («Արարատ» Կապան)
- od 2004: Ararat Erywań («Արարատ» Երևան)

Klub Piłkarski Spartak Erywań został założony w 1935 roku. W 1937 zespół startował w rozgrywkach Pucharu ZSRR. W 1938 zmienił nazwę na Dinamo Erywań, a w 1939 debiutował w Grupie B Mistrzostw ZSRR. Po zakończeniu II wojny światowej w 1946 startował w Drugiej Grupie. W 1949 debiutował w najwyższej lidze ZSRR, zwanej wtedy Klasa A. Po dwóch sezonach gry jednak spadł do Drugiej Grupy. W 1954 przywrócił nazwę Spartak Erywań, a w 1960 ponownie startował w Klasie A. W 1963 przyjął obecną nazwę Ararat Erywań, ale zajął 18. miejsce i kolejne dwa lata grał w Drugiej Grupie. Od 1965 do 1991 bez przerw występował w radzieckiej Wyższej Lidze. W sezonie 1973 wywalczył mistrzostwo i Puchar ZSRR. W sezonie 1974/75 osiągnął ćwierćfinał Pucharu Mistrzów, w którym przegrał z obrońcą trofeum i późniejszym triumfatorem Bayernem Monachium.
Po uzyskaniu przez Armenię niepodległości, w 1992 debiutował w najwyższej lidze Armenii, w której występował do 2002. Na początku 2003 klub został wykluczony z rozgrywek z powodu odmowy oddelegowania pięciu piłkarzy na mecze młodzieżowej i seniorskiej reprezentacji Armenii z Izraelem.
W 2004 klub podzielił się na 2 części. Jedna przyszła na pomoc pierwszoligowemu klubowi Lernagorc Kapan, który z przyczyn finansowych nie mógł wnieść opłaty wstępnej. Ararat wniósł opłatę w zastępstwie i pod nazwą Lernagorc-Ararat Kapan wystartował w Barcragujn chumb. 8 czerwca 2004 klub zmienił nazwę na Ararat Kapan, a 19 czerwca przeniósł siedzibę do Erywania (mimo to mecze domowe rozgrywał na stadionie w Woskehat). W związku z takimi wydarzeniami druga część klubu, która startowała w Araczin chumb musiała zmienić nazwę na Ararat-2 Erywań.
W 2006 główna drużyna została rozwiązana, a Ararat-2 Erywań zajął jej miejsce w Bardsragujn chumb i przywrócił nazwę Ararat Erywań. W sezonie 2009 klub zajął ostatnie, 8. miejsce i spadł do Aradżin chumb.

## Sukcesy
| \| \| Zdobyte trofea w rozgrywkach Związku Radzieckiego (stan na: 1991 – rozpad ZSRR) \| |                                                                                 |      |             |
| Rozgrywki                                                                                | Osiągnięcie                                                                     | Razy | Sezon(y)    |
| Mistrzostwo                                                                              | I miejsce                                                                       | 1    | 1973        |
| Mistrzostwo                                                                              | II miejsce                                                                      | 2    | 1971, 1976w |
| Mistrzostwo                                                                              | III miejsce                                                                     | –    |             |
| Puchar                                                                                   | zdobywca                                                                        | 2    | 1973, 1975  |
| Puchar                                                                                   | finalista                                                                       | 2    | 1954, 1976  |
|                                                                                          | Zdobyte trofea w rozgrywkach Związku Radzieckiego (stan na: 1991 – rozpad ZSRR) |      |             |

- Mistrzostwa Armeńskiej SRR:
  -  1. miejsce (12x): 1936, 1937, 1938, 1939, 1940, 1945, 1946, 1947, 1948, 1949, 1952, 1954
- Puchar Armeńskiej SRR:
  -  1. miejsce (3): 1940, 1945, 1946

| \| \| Zdobyte trofea w rozgrywkach Armenii (stan na: 2018-09-02) \| |                                                            |      |                                    |
| Rozgrywki                                                           | Osiągnięcie                                                | Razy | Sezon(y)                           |
| Mistrzostwo                                                         | I miejsce                                                  | 1    | 1993                               |
| Mistrzostwo                                                         | II miejsce                                                 | 4    | 1997, 1999, 2000, 2008             |
| Mistrzostwo                                                         | III miejsce                                                | 1    | 1998                               |
| Puchar                                                              | zdobywca                                                   | 6    | 1993, 1994, 1995, 1997, 2008, 2021 |
| Puchar                                                              | finalista                                                  | 2    | 2001, 2007                         |
| Superpuchar                                                         | zdobywca                                                   | 1    | 2009                               |
| Superpuchar                                                         | finalista                                                  | 1    | 1997                               |
| Armenia                                                             | Zdobyte trofea w rozgrywkach Armenii (stan na: 2018-09-02) |      |                                    |

## Piłkarze

### Skład
sezon 2018/19
| Nr | Poz. | Piłkarz            |
| -- | ---- | ------------------ |
| 1  | BR   | Poghos Ajwazjan    |
| 2  | OB   | Wołodia Samsonian  |
| 4  | OB   | Wahe Czopurian     |
| 5  | OB   | Wardan Arzojan     |
| 7  | PO   | Dawit Minasjan     |
| 8  | PO   | Juri Gareginian    |
| 9  | NA   | Howhannes Papazjan |
| 10 | OB   | Garegin Kirakosjan |
| 11 | NA   | Gegham Tumbarian   |
| 12 | BR   | Arman Meliksetian  |
| 14 | PO   | Armen Derdzjan     |
| 15 | PO   | Sergej Mkrtczjan   |
| 17 | PO   | Geworg Ohanian     |

| Nr | Poz. | Piłkarz              |
| -- | ---- | -------------------- |
| 18 | NA   | Orbeli Hambardzumian |
| 19 | NA   | Sargis Metojan       |
| 20 | OB   | Rafael Safarian      |
| 21 | PO   | Andranik Koczarian   |
| 23 | PO   | Rusłan Awagian       |
| 25 | OB   | Goran Obradović      |
|    | OB   | Gor Poghosjan        |
|    | OB   | Maksim Starkow       |
|    | PO   | Aram Kocharian       |
|    | PO   | Anthony Trajkoski    |
|    | PO   | Zawen Badojan        |
|    | PO   | Arman Zejnaljan      |

## Europejskie puchary
Legenda do wszystkich tabel:
- Q – runda eliminacyjna, 1/16, 1/8, 1/4, 1/2 – odpowiednia faza rozgrywek, Grupa – runda grupowa, 1r gr – pierwsza runda grupowa, 2r gr – druga runda grupowa, F – finał, R – runda, PO – play-off
- k. – rzuty karne, los. – losowanie, Dogr. – dogrywka, w. – zasada bramek strzelonych na wyjeździe

| Sezon   | Rozgrywki                 | Runda | Klub                 | Dom | Wyjazd | Ogólnie     |
| ------- | ------------------------- | ----- | -------------------- | --- | ------ | ----------- |
| 1972/73 | Puchar UEFA               | 1R    | EPA Larnaka          | 1–0 | 1–0    | 2–0         |
| 1972/73 | Puchar UEFA               | 2R    | Grasshopper Club     | 4–2 | 3–1    | 7–3         |
| 1972/73 | Puchar UEFA               | 3R    | Kaiserslautern       | 2–0 | 0–2    | 2–2, k: 4–5 |
| 1974/75 | Puchar Europy             | 1R    | Viking FK            | 4–2 | 2–0    | 6–2         |
| 1974/75 | Puchar Europy             | 2R    | Cork Celtic          | 5–0 | 2–1    | 7–1         |
| 1974/75 | Puchar Europy             | 1/4   | Bayern Monachium     | 1–0 | 0–2    | 1–2         |
| 1975/76 | Puchar Zdobywców Pucharów | 1R    | Anorthosis Famagusta | 9–0 | 1–1    | 10–1        |
| 1975/76 | Puchar Zdobywców Pucharów | 2R    | West Ham United      | 1–1 | 1–3    | 2–4         |
| 1994/95 | Puchar UEFA               | Q     | CSKA Sofia           | 0–0 | 0–3    | 0–3         |
| 1995/96 | Puchar Zdobywców Pucharów | Q     | GKS Katowice         | 2–0 | 0–2    | 2–2, k: 5–4 |
| 1995/96 | Puchar Zdobywców Pucharów | 1R    | Dinamo Moskwa        | 1–0 | 1–3    | 2–3         |
| 1997/98 | Puchar Zdobywców Pucharów | Q     | Dinamo Batumi        | 0–2 | 3–0    | 3–2         |
| 1997/98 | Puchar Zdobywców Pucharów | 1R    | FC København         | 0–2 | 0–3    | 0–5         |
| 1999    | Puchar Intertoto          | Q     | Bacău                | 1–0 | 1–0    | 2–0         |
| 1999    | Puchar Intertoto          | 1R    | Sint-Truiden         | 0–2 | 1–3    | 1–5         |
| 2000/01 | Puchar UEFA               | Q     | Košice               | 2–3 | 1–1    | 3–4         |
| 2001/02 | Puchar UEFA               | Q     | Hapoel Tel Awiw      | 0–2 | 0–3    | 0–5         |
| 2005    | Puchar Intertoto          | 1R    | Neuchâtel Xamax      | 1–3 | 0–6    | 1–9         |
| 2007    | Puchar Intertoto          | 1R    | Szachcior Soligorsk  | 2–0 | 1–4    | 3–4         |
| 2008/09 | Puchar UEFA               | 1Q    | AC Bellinzona        | 0–1 | 1–3    | 1–4         |
| 2021/22 | Liga Konferencji Europy   | 1Q    | Fehérvár FC          | 2–0 | 1–1    | 3–1         |
| 2021/22 | Liga Konferencji Europy   | 2Q    | Śląsk Wrocław        | 2–4 | 3–3    | 5–7         |
| 2022/23 | Liga Konferencji Europy   | 1Q    | Shkëndija Tetowo     | 2–2 | 0–2    | 2–4         |